# Włochy na Letnich Igrzyskach Olimpijskich 1920
Włochy na Letnich Igrzyskach Olimpijskich 1920 w Antwerpii reprezentowało 174 zawodników, 173 mężczyzn i jedna kobieta. Reprezentacja wywalczyła 23 medale. Najmłodszym zawodnikiem w reprezentacji był wioślarz Guido De Filip (15 lat 342 dni), a najstarszym szermierz Pietro Speciale (43 lata 322 dni).

## Zdobyte medale
| Medal  | Zawodnik | Dyscyplina           | Konkurencja                          | Rezultat      |
| ------ | --- | -------------------- | ------------------------------------ | ------------- |
| Złoto  | Giorgio Zampori | Gimnastyka           | Wielobój indywidualnie               | 88,35 pkt     |
| Złoto  | Giorgio Zampori Arnaldo Andreoli Ettore Bellotto Pietro Bianchi Fernando Bonatti Luigi Cambiaso Luigi Contessi Carlo Costigliolo Luigi Costigliolo Giuseppe Domenichelli Roberto Ferrari Carlo Fregosi Romualdo Ghiglione Ambrogio Levati Francesco Loy Vittorio Lucchetti Luigi Maiocco Ferdinando Mandrini Renzo Mangiante Antonio Marovelli Michele Mastromarino Giuseppe Paris Manlio Pastorini Ezio Roselli Paolo Salvi Giovanni Tubino Angelo Zorzi | Gimnastyka           | Wielobój drużynowo                   | 359,855 pkt   |
| Złoto  | Tommaso Lequio di Assaba | Jeździectwo          | Skoki przez przeszkody indywidualnie | 2 błędy       |
| Złoto  | Franco Giorgetti Ruggero Ferrario Arnaldo Carli Primo Magnani | Kolarstwo            | 4 km drużynowo na dochodzenie        | 5:14,20       |
| Złoto  | Ugo Frigerio | Lekkoatletyka        | Chód na 3000 metrów                  | 13:14,20      |
| Złoto  | Ugo Frigerio | Lekkoatletyka        | Chód na 10 km                        | 48:06,20      |
| Złoto  | Filippo Bottino | Podnoszenie ciężarów | Waga ciężka (+82,5 kg)               | 265 kg        |
| Złoto  | Nedo Nadi | Szermierka           | Floret indywidualnie                 | [ 7 ] [ 8 ]   |
| Złoto  | Nedo Nadi | Szermierka           | Szabla indywidualnie                 | [ 7 ] [ 8 ]   |
| Złoto  | Nedo Nadi Tommaso Costantino Aldo Nadi Abelardo Olivier Oreste Puliti Pietro Speciale Rodolfo Terlizzi Baldo Baldi | Szermierka           | Floret drużynowo                     | [ 7 ] [ 9 ]   |
| Złoto  | Nedo Nadi Aldo Nadi Dino Urbani Oreste Puliti Baldo Baldi Francesco Gargano Giorgio Santelli | Szermierka           | Szpada drużynowo                     | [ 7 ] [ 9 ]   |
| Złoto  | Nedo Nadi Tommaso Costantino Aldo Nadi Abelardo Olivier Dino Urbani Paolo Thaon di Revel Tullio Bozza Giovanni Canova Andrea Marrazzi Antonio Allocchio | Szermierka           | Szabla drużynowo                     | [ 7 ] [ 9 ]   |
| Złoto  | Ercole Olgeni Giovanni Scatturin Guido De Filip | Wioślarstwo          | Dwójka ze sternikiem                 | 7:56,00       |
| Srebro | Alessandro Valerio | Jeździectwo          | Skoki przez przeszkody indywidualnie | 3 błędy       |
| Srebro | Ettore Caffaratti Garibaldi Spighi Giulio Cacciandra | Jeździectwo          | WKKW drużynowo                       | 1353,75 pkt   |
| Srebro | Pietro Bianchi | Podnoszenie ciężarów | Waga średnia (-75 kg)                | 235 kg        |
| Srebro | Aldo Nadi | Szermierka           | Szabla indywidualnie                 | [ 7 ] [ 14 ]  |
| Srebro | Erminio Dones Pietro Annoni | Wioślarstwo          | Dwójka podwójna                      | 7:19,00       |
| Brąz   | Edoardo Garzena | Boks                 | Waga piórkowa (57,152 kg)            | [ 15 ] [ 16 ] |
| Brąz   | Valerio Arri | Lekkoatletyka        | Maraton                              | 2-36:32,20    |
| Brąz   | Ettore Caffaratti | Jeździectwo          | WKKW indywidualnie                   | 1733,75 ptk   |
| Brąz   | Ettore Caffaratti Giulio Cacciandra Alessandro Alvisi Carlo Di San Marzano Asinari | Jeździectwo          | Skoki przez przeszkody drużynowo     | 33 błędy      |
| Brąz   | Ernesto Ambrosini | Lekkoatletyka        | Bieg na 3000 metrów z przeszkodami   | 10:32,00      |

Ponadto reprezentanci Włoch wywalczyli złoty i srebrny medal w Olimpijskim konkursie sztuki i literatury:
- Złoto: Raniero Nicolai w konkurencji "Literatura" za "Piosenki Olimpijskie"[20]
- Srebro: Oreste Riva w konkurencji "Muzyka" za "Marsz zwycięstwa"[21]

## Skład kadry

### Boks
| Zawodnik          | Konkurencja     | 1/16             | 1/8                 | Ćwierćfinał      | Półfinał         | Finał            | Finał         |
| Zawodnik          | Konkurencja     | Przeciwnik Wynik | Przeciwnik Wynik    | Przeciwnik Wynik | Przeciwnik Wynik | Przeciwnik Wynik | Miejsce       |
| ----------------- | --------------- | ---------------- | ------------------- | ---------------- | ---------------- | ---------------- | ------------- |
| Vincenzo Dell'Oro | waga musza      |                  | Charles Albert P    | Nie awansował    | Nie awansował    | Nie awansował    | Nie awansował |
| Edoardo Garzena   | waga piórkowa   |                  | Roger Vincken W     | James Cater W    | Paul Fritsch P   | Jack Zivic W     | brąz          |
| Leonard Giunchi   | waga lekka      |                  | Julien Van Muyzen P | Nie awansował    | Nie awansował    | Nie awansował    | Nie awansował |
| Dario Della Valle | waga półśrednia | Aage Steen P     | Nie awansował       | Nie awansował    | Nie awansował    | Nie awansował    | Nie awansował |
| Mariano Barbaresi | waga ciężka     |                  | Xavier Eluère P     | Nie awansował    | Nie awansował    | Nie awansował    | Nie awansował |

### Gimnastyka
| Zawodnik | Konkurencja            | Finał   | Finał   |
| Zawodnik | Konkurencja            | Wynik   | Miejsce |
| --- | ---------------------- | ------- | ------- |
| Giorgio Zampori | wielobój indywidualnie | 88,35   | złoto   |
| Luigi Maiocco | wielobój indywidualnie | 85,38   | 7.      |
| Luigi Costigliolo | wielobój indywidualnie | 84,90   | 8.      |
| Angelo Zorzi | wielobój indywidualnie | 80,51   | 16.     |
| Vittorio Lucchetti | wielobój indywidualnie | 80,12   | 18.     |
| Arnaldo Andreoli, Ettore Bellotto, Pietro Bianchi, Fernando Bonatti, Luigi Cambiaso, Luigi Contessi, Carlo Costigliolo, Luigi Costigliolo, Giuseppe Domenichelli, Roberto Ferrari, Carlo Fregosi, Romualdo Ghiglione, Ambrogio Levati, Francesco Loi, Vittorio Lucchetti, Luigi Maiocco, Ferdinando Mandrini, Lorenzo Mangiante, Antonio Marovelli, Michele Mastromarino, Giuseppe Paris, Manlio Pastorini, Ezio Roselli, Paolo Salvi, Giovanni Tubino, Giorgio Zampori, Angelo Zorzi | wielobój drużynowo     | 359,855 | złoto   |

### Jeździectwo
| Konkurencja         | Zawodnik                                                            | Koń                                         | Punkty karne | Miejsce |
| ------------------- | ------------------------------------------------------------------- | ------------------------------------------- | ------------ | ------- |
| Skoki indywidualnie | Tommaso Lequio di Assaba                                            | Trebecco                                    | 2,00         | złoto   |
| Skoki indywidualnie | Alessandro Valerio                                                  | Cento                                       | 3,00         | srebro  |
| Skoki indywidualnie | Santorre de Rossi di Santa Rosa                                     | Neruccio                                    | 7,00         | 7.      |
| Skoki indywidualnie | Garibaldi Spighi                                                    | Virginia                                    | 8,00         | 10.     |
| Skoki indywidualnie | Ruggero Ubertalli                                                   | Proton                                      | 10,25        | 17.     |
| Skoki indywidualnie | Emilio Benini                                                       | Passero                                     | 13,00        | 19.     |
| Skoki drużynowo     | Ettore Caffaratti Alessandro Alvisi Giulio Cacciandra Carlo Asinari | Tradittore Raggio di Sole Fortunello Varone | 18,75        | brąz    |

| Konkurencja        | Zawodnik                                                           | Koń       | 50 km               | 20 km               | Skoki               | Razem   | Pozycja |
| ------------------ | ------------------------------------------------------------------ | --------- | ------------------- | ------------------- | ------------------- | ------- | ------- |
| WKKW indywidualnie | Ettore Caffaratti                                                  | Caniche   | 862,50              | 600,00              | 271,25              | 1733,75 | brąz    |
| WKKW indywidualnie | Garibaldi Spighi                                                   | Otello    | 900,00              | 540,00              | 207,50              | 1647,50 | 5.      |
| WKKW indywidualnie | Giulio Cacciandra                                                  | Facetto   | 900,00              | 0,00                | 453,75              | 1353,75 | 14.     |
| WKKW indywidualnie | Carlo Asinari                                                      | Savari    | 765,00              | 480,00              | 0,00                | 1245,00 | 19.     |
| WKKW drużynowo     | Ettore Caffaratti Garibaldi Spighi Giulio Cacciandra Carlo Asinari | jak wyżej | punktacja jak wyżej | punktacja jak wyżej | punktacja jak wyżej | 4735,00 | srebro  |

### Kolarstwo

#### Kolarstwo szosowe
| Konkurencja                    | Zawodnik                                                    | Czas       | Pozycja |
| ------------------------------ | ----------------------------------------------------------- | ---------- | ------- |
| jazda indywidualna na czas (m) | Federico Gay                                                | 4:57:21,8  | 16.     |
| jazda indywidualna na czas (m) | Pietro Bestetti                                             | 5:02:15,0  | 21.     |
| jazda indywidualna na czas (m) | Camillo Arduino                                             | 5:03:16,8  | 23.     |
| jazda indywidualna na czas (m) | Dante Ghindani                                              | 5:21:50,4  | 32.     |
| jazda drużynowa na czas (m)    | Federico Gay Pietro Bestetti Camillo Arduino Dante Ghindani | 20:24:44,0 | 5.      |

#### Kolarstwo torowe
| Konkurencja                     | Zawodnik                                                      | Eliminacje                    | Eliminacje | Eliminacje | Ćwierćfinał              | Ćwierćfinał   | Ćwierćfinał   | Repasaże - półfinały                             | Repasaże - półfinały  | Repasaże - półfinały  | Repasaże - finał      | Repasaże - finał      | Repasaże - finał      | Półfinały             | Półfinały             | Półfinały             | Finał                 | Finał                 | Finał                 | Pozycja               |
| Konkurencja                     | Zawodnik                                                      | Przeciwnik                    | Czas       | Miejsce    | Przeciwnik               | Czas          | Miejsce       | Przeciwnik                                       | Czas                  | Miejsce               | Przeciwnik            | Czas                  | Miejsce               | Przeciwnik            | Czas                  | Miejsce               | Przeciwnik            | Czas                  | Miejsce               | Pozycja               |
| ------------------------------- | ------------------------------------------------------------- | ----------------------------- | ---------- | ---------- | ------------------------ | ------------- | ------------- | ------------------------------------------------ | --------------------- | --------------------- | --------------------- | --------------------- | --------------------- | --------------------- | --------------------- | --------------------- | --------------------- | --------------------- | --------------------- | --------------------- |
| sprint                          | Pietro Martinelli                                             | Anthony Young Maurice Peeters | b.d        | 3.         | Nie awansował            | Nie awansował | Nie awansował | Nie awansował                                    | Nie awansował         | Nie awansował         | Nie awansował         | Nie awansował         | Nie awansował         | Nie awansował         | Nie awansował         | Nie awansował         | Nie awansował         | Nie awansował         | Nie awansował         | Nie awansował         |
| sprint                          | Giuseppe Cavallotti                                           | James Walker Georges Paillard | b.d        | 3.         | Nie awansował            | Nie awansował | Nie awansował | Nie awansował                                    | Nie awansował         | Nie awansował         | Nie awansował         | Nie awansował         | Nie awansował         | Nie awansował         | Nie awansował         | Nie awansował         | Nie awansował         | Nie awansował         | Nie awansował         | Nie awansował         |
| sprint                          | Armido Rizzetto                                               | Fred Taylor Georges Perrin    | b.d        | 3.         | Nie awansował            | Nie awansował | Nie awansował | Nie awansował                                    | Nie awansował         | Nie awansował         | Nie awansował         | Nie awansował         | Nie awansował         | Nie awansował         | Nie awansował         | Nie awansował         | Nie awansował         | Nie awansował         | Nie awansował         | Nie awansował         |
| sprint                          | Franco Giorgetti                                              | John Slaets William Smith     | b.d        | 2.         | Ernest Binard Harry Ryan | b.d           | 2.            | Georges Perrin Léonard Daghelinckx Ernest Binard | Nie stanął na starcie | Nie stanął na starcie | Nie stanął na starcie | Nie stanął na starcie | Nie stanął na starcie | Nie stanął na starcie | Nie stanął na starcie | Nie stanął na starcie | Nie stanął na starcie | Nie stanął na starcie | Nie stanął na starcie | Nie stanął na starcie |
| 50 km                           | Ruggero Ferrario                                              |                               |            |            |                          |               |               |                                                  |                       |                       |                       |                       |                       |                       |                       |                       |                       | b.d                   | 4.                    | 4.                    |
| 50 km                           | Franco Giorgetti                                              |                               |            |            |                          |               |               |                                                  |                       |                       |                       |                       |                       |                       |                       |                       |                       | b.d                   | 6.                    | 6.                    |
| 50 km                           | Primo Magnani                                                 |                               |            |            |                          |               |               |                                                  |                       |                       |                       |                       |                       |                       |                       |                       |                       | b.d                   | 8.                    | 8.                    |
| 50 km                           | Luigi Gilardi                                                 |                               |            |            |                          |               |               |                                                  |                       |                       |                       |                       |                       |                       |                       |                       |                       | Nie ukończył wyścigu  | Nie ukończył wyścigu  | Nie ukończył wyścigu  |
| wyścig na dochodzenie drużynowo | Primo Magnani Arnaldo Carli Ruggero Ferrario Franco Giorgetti |                               |            |            | Francja                  | 6:20,0        | 1.            |                                                  |                       |                       |                       |                       |                       | Południowa Afryka     | 5:10,8                | 1.                    | Wielka Brytania       | 5:14,2                | 1.                    | złoto                 |

### Lekkoatletyka
Konkurencje biegowe
| Konkurencja                 | Zawodnik                                                      | Eliminacje | Eliminacje | Ćwierćfinał   | Ćwierćfinał   | Półfinał           | Półfinał           | Finał              | Finał              |
| Konkurencja                 | Zawodnik                                                      | Wynik      | Miejsce    | Wynik         | Miejsce       | Wynik              | Miejsce            | Wynik              | Miejsce            |
| --------------------------- | ------------------------------------------------------------- | ---------- | ---------- | ------------- | ------------- | ------------------ | ------------------ | ------------------ | ------------------ |
| 100 m                       | Mario Riccobono                                               | 11,2       | 2.         | b.d           | 5.            | Nie awansował      | Nie awansował      | Nie awansował      | Nie awansował      |
| 100 m                       | Vittorio Zucca                                                | 11,4       | 1.         | b.d           | 5.            | Nie awansował      | Nie awansował      | Nie awansował      | Nie awansował      |
| 100 m                       | Giovanni Orlandi                                              | b.d        | 6.         | Nie awansował | Nie awansował | Nie awansował      | Nie awansował      | Nie awansował      | Nie awansował      |
| 100 m                       | Giorgio Croci                                                 | 11,2       | 3.         | Nie awansował | Nie awansował | Nie awansował      | Nie awansował      | Nie awansował      | Nie awansował      |
| 200 m                       | Giovanni Orlandi                                              | 23,8       | 3.         | Nie awansował | Nie awansował | Nie awansował      | Nie awansował      | Nie awansował      | Nie awansował      |
| 200 m                       | Mario Riccobono                                               | b.d        | 4.         | Nie awansował | Nie awansował | Nie awansował      | Nie awansował      | Nie awansował      | Nie awansował      |
| 400 m                       | Giuseppe Bernardoni                                           | 52,8       | 3.         | Nie awansował | Nie awansował | Nie awansował      | Nie awansował      | Nie awansował      | Nie awansował      |
| 400 m                       | Giovanni Tosi                                                 | 51,8       | 4.         | Nie awansował | Nie awansował | Nie awansował      | Nie awansował      | Nie awansował      | Nie awansował      |
| 400 m                       | Agide Simonazzi                                               | 53,0       | 3.         | Nie awansował | Nie awansował | Nie awansował      | Nie awansował      | Nie awansował      | Nie awansował      |
| 800 m                       | Giuseppe Bonini                                               | 2:02,2     | 2.         |               |               | 1:58,1             | 5.                 | Nie awansował      | Nie awansował      |
| 800 m                       | Arturo Porro                                                  | b.d        | 6.         |               |               | Nie awansował      | Nie awansował      | Nie awansował      | Nie awansował      |
| 800 m                       | Agide Simonazzi                                               | 1:58,9     | 5.         |               |               | Nie awansował      | Nie awansował      | Nie awansował      | Nie awansował      |
| 800 m                       | Ernesto Ambrosini                                             | 2:00,2     | 4.         |               |               | 1:59,5             | 4.                 | Nie awansował      | Nie awansował      |
| 1500 m                      | Carlo Martinenghi                                             |            |            |               |               | b.d                | 6.                 | Nie awansował      | Nie awansował      |
| 1500 m                      | Giuseppe Bonini                                               |            |            |               |               | b.d                | 7.                 | Nie awansował      | Nie awansował      |
| 1500 m                      | Arturo Porro                                                  |            |            |               |               | 4:09,0             | 2.                 | 4:06,6             | 7.                 |
| 5000 m                      | Augusto Maccario                                              |            |            |               |               | b.d                | 6.                 | Nie awansował      | Nie awansował      |
| 5000 m                      | Carlo Martinenghi                                             |            |            |               |               | Nie ukończył biegu | Nie ukończył biegu | Nie awansował      | Nie awansował      |
| 5000 m                      | Carlo Speroni                                                 |            |            |               |               | 15:27,6            | 1.                 | b.d                | 7.                 |
| 10 000 m                    | Augusto Maccario                                              |            |            |               |               | 34:06,8            | 3.                 | 32:02,0            | 4.                 |
| 10 000 m                    | Carlo Speroni                                                 |            |            |               |               | 32:13,1            | 4.                 | Nie ukończył biegu | Nie ukończył biegu |
| 10 000 m                    | Constantino Lussana                                           |            |            |               |               | b.d                | 10.                | Nie awansował      | Nie awansował      |
| 3000 m z przeszkodami       | Ernesto Ambrosini                                             |            |            |               |               | 10:33,6            | 2.                 | 10:32,0            | brąz               |
| 3000 m z przeszkodami       | Carlo Martinenghi                                             |            |            |               |               | Nie ukończył biegu | Nie ukończył biegu | Nie awansował      | Nie awansował      |
| 110 m przez płotki          | Daciano Colbachini                                            |            |            | 15,6          | 1.            | b.d                | 6.                 | Nie awansował      | Nie awansował      |
| sztafeta 4 × 100 m mężczyzn | Vittorio Zucca Giovanni Orlandi Giorgio Croci Mario Riccobono |            |            |               |               | Dyskwalifikacja    | Dyskwalifikacja    | Nie awansowali     | Nie awansowali     |
| bieg 3000 m drużynowo       | Ernesto Ambrosini Augusto Maccario Carlo Speroni              |            |            |               |               | 25 pkt             | 3.                 | 36 pkt             | 5.                 |
| maraton                     | Valerio Arri                                                  |            |            |               |               |                    |                    | 2:36:32,8          | brąz               |
| maraton                     | Ettore Blasi                                                  |            |            |               |               |                    |                    | Nie ukończył biegu | Nie ukończył biegu |
| maraton                     | Antonio Persico                                               |            |            |               |               |                    |                    | Nie ukończył biegu | Nie ukończył biegu |
| chód na 3 km                | Donato Pavesi                                                 |            |            |               |               | 13:46,8            | 1.                 | Dyskwalifikacja    | Dyskwalifikacja    |
| chód na 3 km                | Ugo Frigerio                                                  |            |            |               |               | 13:40,2            | 1.                 | 13:14,2            | złoto              |
| chód na 10 km               | Ugo Frigerio                                                  |            |            |               |               | 47:06,4            | 1.                 | 48:06,2            | złoto              |
| chód na 10 km               | Donato Pavesi                                                 |            |            |               |               | 48:12,0            | 4.                 | Dyskwalifikacja    | Dyskwalifikacja    |

Konkurencje techniczne
| Konkurencja    | Zawodnik         | Eliminacje | Eliminacje | Finał         | Finał         |
| Konkurencja    | Zawodnik         | Wynik      | Miejsce    | Wynik         | Miejsce       |
| -------------- | ---------------- | ---------- | ---------- | ------------- | ------------- |
| pchnięcie kulą | Aurelio Lenzi    | 12,325     | 13.        | Nie awansował | Nie awansował |
| pchnięcie kulą | Giuseppe Tugnoli | 12,07      | 14.        | Nie awansował | Nie awansował |
| rzut dyskiem   | Aurelio Lenzi    | 37,75      | 9.         | Nie awansował | Nie awansował |
| rzut oszczepem | Oprando Bottura  | 42,70      | 17.        | Nie awansował | Nie awansował |

| Zawodnik    | Konkurencje   | Konkurencje                | Wyniki                | Punkty                   | Miejsce                  |
| ----------- | ------------- | -------------------------- | --------------------- | ------------------------ | ------------------------ |
| Carlo Butti | dziesięciobój | bieg 100 m                 | 12,6                  | 524,0                    | 21.                      |
| Carlo Butti | dziesięciobój | skok w dal                 | 5,740                 | 544,300                  | 18.                      |
| Carlo Butti | dziesięciobój | pchnięcie kulą             | 10,61                 | 527                      | 16.                      |
| Carlo Butti | dziesięciobój | skok wzwyż                 | 1,55                  | 468                      | 15.                      |
| Carlo Butti | dziesięciobój | bieg 400 m                 | 58,0                  | 631,52                   | 19.                      |
| Carlo Butti | dziesięciobój | bieg na 110 m przez płotki | 19,0                  | 620,0                    | 14.                      |
| Carlo Butti | dziesięciobój | rzut dyskiem               | Nie stanął na starcie | Nie stanął na starcie    | Nie stanął na starcie    |
| Carlo Butti | dziesięciobój | skok o tyczce              | -                     | -                        | -                        |
| Carlo Butti | dziesięciobój | rzut oszczepem             | -                     | -                        | -                        |
| Carlo Butti | dziesięciobój | bieg na 1500 m             | -                     | -                        | -                        |
| Carlo Butti | dziesięciobój | Finał                      |                       | Nie ukończył konkurencji | Nie ukończył konkurencji |

### Pięciobój nowoczesny
| Zawodnik      | Konkurencja   | Strzelanie | Strzelanie | Strzelanie | Pływanie | Pływanie | Pływanie | Szermierka | Szermierka | Szermierka | Jazda konna | Jazda konna | Jazda konna | Bieg przełajowy | Bieg przełajowy | Bieg przełajowy | Suma punktów | Pozycja |
| Zawodnik      | Konkurencja   | Wynik      | M.         | Punkty     | Czas     | M.       | Punkty   | Wygrane    | M.         | Punkty     | Kary        | M.          | Punkty      | Czas            | M.              | Punkty          | Suma punktów | Pozycja |
| ------------- | ------------- | ---------- | ---------- | ---------- | -------- | -------- | -------- | ---------- | ---------- | ---------- | ----------- | ----------- | ----------- | --------------- | --------------- | --------------- | ------------ | ------- |
| Adriano Lanza | indywidualnie | 97         | 21.        | 21         | 8:50,4   | 19.      | 19       | b.d        | 11.        | 11         | b.d         | 21.         | 21          | b.d             | 19.             | 19              | 91           | 22.     |

### Piłka nożna
Reprezentacja mężczyzn
| - Giovanni Giacone - Piero Campelli - Antonio Bruna - Renzo De Vecchi - Virginio Rosetta - Ettore Reynaudi - Mario Meneghetti - Gracco De Nardo - Cesare Lovati - Luigi Burlando - Giuseppe Parodi |  | - Rinaldo Roggero - Pio Ferraris - Giuseppe Forlivesi - Enrico Sardi - Adolfo Baloncieri - Emilio Badini - Guglielmo Brezzi - Aristodemo Santamaria - Adevildo De Marchi - Giustiniano Marucco |

### Turniej główny
Pierwsza runda
| 28 sierpnia 1920 | Włochy | 2:11:0 | Sułtanat Egiptu | La Gantoise, Gandawa |
|                  |        |        |                 |                      |

Ćwierćfinał
| 29 sierpnia 1920 | Francja | 3:12:1 | Włochy | Olympisch Stadion, Antwerpia |
|                  |         |        |        |                              |

Turniej o drugie i trzecie miejsce
I runda
| 31 sierpnia 1920 | Włochy | 2:10:1 | Norwegia | Stadion aan de Broodstraat |
|                  |        |        |          |                            |

II runda
| 2 września 1920 | Włochy | 0:20:1 | Hiszpania | Stadion aan de Broodstraat, Antwerpia |
|                 |        |        |           |                                       |

Ostatecznie reprezentacja Włoch została sklasyfikowana na 4. miejscu.

### Piłka wodna
- Reprezentacja mężczyzn

| - Salvatore Cabella - Ercole Boero - Amilcare Beretta - Luigi Burlando |  | - Achille Olivari - Alberto Lungavia - Mario Boero - Angelo Vassallo |

Turniej główny

#### 1/8 finału
| 22 sierpnia 1920 | Hiszpania | 1:1 | Włochy |  |
|                  |           |     |        |  |

Turniej o brązowy medal

#### Ćwierćfinał
| 25 sierpnia 1920 | Grecja | 5:1 | Włochy |  |
|                  |        |     |        |  |

Reprezentacja Włoch zajęła 11.miejsce.

### Pływanie
Mężczyźni
| Konkurencja        | Zawodnik                                                           | Eliminacje | Eliminacje | Półfinał      | Półfinał      | Finał         | Finał         |
| Konkurencja        | Zawodnik                                                           | Czas       | Miejsce    | Czas          | Miejsce       | Czas          | Miejsce       |
| ------------------ | ------------------------------------------------------------------ | ---------- | ---------- | ------------- | ------------- | ------------- | ------------- |
| 100 m dowolnym     | Agostino Frassinetti                                               | 1:11,8     | 1.         | b.d           | 4.            | Nie awansował | Nie awansował |
| 100 m dowolnym     | Mario Massa                                                        | 1:10,4     | 3.         | Nie awansował | Nie awansował | Nie awansował | Nie awansował |
| 400 m dowolnym     | Gilio Bisagno                                                      | b.d        | 6.         | Nie awansował | Nie awansował | Nie awansował | Nie awansował |
| 400 m dowolnym     | Antonio Quarantotto                                                | b.d        | 5.         | Nie awansował | Nie awansował | Nie awansował | Nie awansował |
| 1500 m dowolnym    | Antonio Quarantotto                                                | b.d        | 4.         | Nie awansował | Nie awansował | Nie awansował | Nie awansował |
| 1500 m dowolnym    | Gilio Bisagno                                                      | 25:18,0    | 3.         | Nie awansował | Nie awansował | Nie awansował | Nie awansował |
| 4 × 200 m dowolnym | Mario Massa Agostino Frassinetti Antonio Quarantotto Gilio Bisagno |            |            | 11:01,2       | 2.            | b.d           | 5.            |

### Podnoszenie ciężarów
| Konkurencja      | Zawodnik        | Wynik  | Pozycja |
| ---------------- | --------------- | ------ | ------- |
| waga piórkowa    | Luigi Gatti     | 195    | 4.      |
| waga lekka       | Giulio Monti    | 230 kg | 4.      |
| waga średnia     | Pietro Bianchi  | 235 kg | srebro  |
| waga lekkociężka | Gino Mattiello  | 235 kg | 6.      |
| waga ciężka      | Filippo Bottino | 265 kg | złoto   |

### Przeciąganie liny
| Zawodnik | Ćwierćfinał      | Półfinał                         | Finał            | Miejsce |
| Zawodnik | Przeciwnik Wynik | Przeciwnik Wynik                 | Przeciwnik Wynik | Miejsce |
| --- | ---------------- | -------------------------------- | ---------------- | ------- |
| Adriano Arnoldo Silvio Calzolari Romolo Carpi Giovanni Forni Rodolfo Rambozzi Carlo Schiappapietra Giuseppe Tonani Amedeo Zotti |                  | Holandia P · Stany Zjednoczone P | Nie awansowali   | 5.      |

### Skoki do wody
Mężczyźni
| Konkurencja   | Zawodnik             | Eliminacje | Eliminacje | Finał         | Finał         |
| Konkurencja   | Zawodnik             | Wynik      | Pozycja    | Wynik         | Pozycja       |
| ------------- | -------------------- | ---------- | ---------- | ------------- | ------------- |
| wieża 10 m    | Guglielmo De Sanctis | 98,0       | 7.         | Nie awansował | Nie awansował |
| trampolina 3m | Guglielmo De Sanctis | 451,35     | 6.         | Nie awansował | Nie awansował |

### Strzelectwo
| Konkurencja                                  | Zawodnik                                                                            | Finał | Finał   |
| Konkurencja                                  | Zawodnik                                                                            | Wynik | Pozycja |
| -------------------------------------------- | ----------------------------------------------------------------------------------- | ----- | ------- |
| pistolet wojskowy drużynowo                  | Riccardo Ticchi Alfredo Galli Roberto Preda Giancarlo Boriani Raffaele Frasca       | 1121  | 9.      |
| pistolet dowolny drużynowo                   | Riccardo Ticchi Alfredo Galli Roberto Preda Giancarlo Boriani Raffaele Frasca       | 2224  | 7.      |
| karabin małokalibrowy stojąc 50 m            | Alfredo Galli                                                                       | b.d   | b.d     |
| karabin małokalibrowy stojąc 50 m            | Raffaele Frasca                                                                     | b.d   | b.d     |
| karabin małokalibrowy stojąc 50 m            | Pier-Francesco Campus                                                               | b.d   | b.d     |
| karabin małokalibrowy stojąc 50 m            | Franco Micheli                                                                      | b.d   | b.d     |
| karabin małokalibrowy stojąc 50 m            | Riccardo Ticchi                                                                     | b.d   | b.d     |
| karabin małokalibrowy 50 m stojąc drużynowo  | Alfredo Galli Raffaele Frasca Pier-Francesco Campus Franco Micheli Riccardo Ticchi  | 1777  | 7.      |
| karabin dowolny 3 pozycje                    | Alfredo Galli                                                                       | b.d   | b.d     |
| karabin dowolny 3 pozycje                    | Franco Micheli                                                                      | b.d   | b.d     |
| karabin dowolny 3 pozycje                    | Pier Francesco Campus                                                               | b.d   | b.d     |
| karabin dowolny 3 pozycje                    | Raffaele Frasca                                                                     | b.d   | b.d     |
| karabin dowolny 3 pozycje                    | Riccardo Ticchi                                                                     | b.d   | b.d     |
| karabin dowolny 3 pozycje drużynowo          | Alfredo Galli Raffaele Frasca Pier-Francesco Campus Franco Micheli Riccardo Ticchi  | 4371  | 9.      |
| karabin wojskowy leżąc 300 m drużynowo       | Riccardo Ticchi Raffaele Frasca Alfredo Galli Camillo Isnardi Pier-Francesco Campus | 272   | 9.      |
| karabin wojskowy stojąc 300 m                | Riccardo Ticchi                                                                     | 54    | 6.      |
| karabin wojskowy stojąc 300 m drużynowo      | Riccardo Ticchi Camillo Isnardi Luigi Favretti Giancarlo Boriani Sem De Ranieri     | 251   | 4.      |
| karabin wojskowy leżąc 600 m drużynowo       | Riccardo Ticchi Raffaele Frasca Alfredo Galli Camillo Isnardi Pier-Francesco Campus | 257   | 12.     |
| karabin wojskowy leżąc 300 i 600 m drużynowo | Riccardo Ticchi Raffaele Frasca Camillo Isnardi Alfredo Galli Sem De Ranieri        | 527   | 9.      |

### Szermierka
| Konkurencja          | Zawodnik | 1 runda | 1 runda | Ćwierćfinał | Ćwierćfinał   | Półfinały | Półfinały     | Finał | Finał         | Pozycja       |
| Konkurencja          | Zawodnik | Przeciwnik | Wynik   | Przeciwnik | Wynik         | Przeciwnik | Wynik         | Przeciwnik | Wynik         | Pozycja       |
| -------------------- | --- | --- | ------- | --- | ------------- | --- | ------------- | --- | ------------- | ------------- |
| szpada indywidualnie | Paolo Thaon | Félix Goblet d’Alviella João Sassetti Jan Černohorský Gustaf Lindblom S. Antonidas John Blake Willem van Blijenburgh Ivan Osiier Roger Ducret |         | Nie awansował | Nie awansował | Nie awansował | Nie awansował | Nie awansował | Nie awansował | Nie awansował |
| szpada indywidualnie | Abelardo Olivier | Fernando Correia Victor Boin Ejnar Levison Wouter Brouwer Georges Trombert John Dimond Hans Törnblom                                          |         | Armand Massard Fernando Correia Josef Jungmann Frédéric Dubourdieu Henry Breckinridge Félix Goblet d’Alviella Ahmed Hassanein Rui Mayer Henri Wijnoldy-Daniëls Carl Gripenstedt |               | Ernest Gevers Georges Trombert Félix Goblet d’Alviella Louis Moreau Gustave Buchard Jorge de Paiva Henry Breckinridge Nils Hellsten Adrianus de Jong Maurice Dewee João Sassetti               |               | Alexandre Lippmann Armand Massard Ernest Gevers Georges Casanova António Mascarenhas Armand Massard Gustave Buchard Gustaf Lindblom Charles Delporte Félix Goblet d’Alviella Jorge de Paiva |               | 6.            |
| szpada indywidualnie | Tullio Bozza | Gustave Buchard Henri Wijnoldy-Daniëls Aage Berntsen William Russell Knut Enell Léon Tom George Burt                                          |         | Otakar Švorčík Gustaf Lindblom Jorge de Paiva Adrianus de Jong Georges Trombert Charles Delporte Louis Moreau Joseph De Craecker Poul Rasmussen Roland Willoughby               |               | Nie awansował | Nie awansował | Nie awansował | Nie awansował | Nie awansował |
| szpada indywidualnie | Aldo Boni | Henry Breckinridge Charles Delporte Josef Jungmann Jorge de Paiva Louis Moreau Salomon Zeldenrust Charles Notley Einar Råberg                 |         | Nie awansował | Nie awansował | Nie awansował | Nie awansował | Nie awansował | Nie awansował | Nie awansował |
| szpada indywidualnie | Giovanni Canova | Orphile de Montigny Vilém Tvrzský Adrianus de Jong Henrique da Silveira Georges Casanova David Warholm Ronald Campbell Henri Jacquet          |         | João Sassetti António Mascarenhas Roger Ducret Ernest Gevers Maurice Dewee Gustave Buchard William Russell Evangelos Skotidas Aage Berntsen S. Antonidas Jan van der Wiel       |               | Nie awansował | Nie awansował | Nie awansował | Nie awansował | Nie awansował |
| szpada indywidualnie | Dino Urbani | Ahmed Hassanein Armand Massard Robin Dalglish Otto Baerentzen Louis de Tribolet Manuel Queiróz Félix Vigeveno Leonard Schoonmaker             |         | Nils Hellsten Alexandre Lippmann Ejnar Levison Orphile de Montigny Georges Casanova Henrique da Silveira Victor Boin Wouter Brouwer Edouard Fitting Robin Dalglish              |               | William Russell António Mascarenhas Gustaf Lindblom Armand Massard Charles Delporte Alexandre Lippmann Frédéric Dubourdieu Orphile de Montigny Georges Casanova Fernando Correia Ejnar Levison |               | Nie awansował | Nie awansował | Nie awansował |
| szpada drużynowo     | Nedo Nadi Aldo Nadi Abelardo Olivier Dino Urbani Tommaso Costantino Tullio Bozza Giovanni Canova Andrea Marrazzi Antonio Allocchio | |         | |               | Portugalia · Belgia · Holandia · Dania · Szwecja |               | Belgia · Francja · Portugalia · Szwajcaria · Stany Zjednoczone | W             | złoto         |
| floret indywidualnie | Rodolfo Terlizzi | |         | André Labatut Ejnar Levison Henry Breckinridge Wouter Brouwer Jean Verbrugghe Cecil Kershaw                                                                                     |               | Nie awansował | Nie awansował | Nie awansował | Nie awansował | Nie awansował |
| floret indywidualnie | Nedo Nadi | |         | Charles Pape Vilém Tvrzský Salomon Zeldenrust Millard Bloomer Georges Trombert H. Evan James Gustaf Lindblom Kay Schrøder                                                       |               | Robert de Schepper Oreste Puliti Lionel Bony de Castellane Roger Ducret Francis Honeycutt | W             | Orphile de Montigny Philippe Cattiau Roger Ducret Aldo Nadi André Labatut Oreste Puliti Ivan Osiier Abelardo Olivier Georges Trombert Marcel Perrot Pietro Speciale                         |               | złoto         |
| floret indywidualnie | Aldo Nadi | |         | Emile Dufrane Ivan Osiier Lionel Bony de Castellane Roland Willoughby Josef Jungmann Nils Hellsten                                                                              | W             | Vilém Tvrzský Marcel Cuypers Marcel Perrot Philippe Cattiau Ejnar Levison |               | Orphile de Montigny Philippe Cattiau Roger Ducret Nedo Nadi André Labatut Oreste Puliti Ivan Osiier Abelardo Olivier Georges Trombert Marcel Perrot Pietro Speciale                         |               | 5.            |
| floret indywidualnie | Abelardo Olivier | |         | Marcel Cuypers Marcel Perrot Josef Javůrek Georg Hegner Adrianus de Jong Joseph Parker Robert Montgomerie Hans Törnblom                                                         |               | Jean Verbrugghe Pietro Speciale Félix Vigeveno Knut Enell André Labatut | W P           | Orphile de Montigny Philippe Cattiau Roger Ducret Nedo Nadi André Labatut Oreste Puliti Ivan Osiier Aldo Nadi Georges Trombert Marcel Perrot Pietro Speciale                                |               | 9.            |
| floret indywidualnie | Frederico Cesarano | |         | Charles Crahay Francis Honeycutt Ahmed Hassanein Verner Bonde | W             | Charles Crahay Ivan Osiier Orphile de Montigny Georges Trombert Tommaso Costantino | P             | Nie awansował | Nie awansował | Nie awansował |
| floret indywidualnie | Pietro Speciale | |         | František Dvořák Marcel Berré Knut Enell Philippe Cattiau Philip Doyne Jan van der Wiel                                                                                         |               | Jean Verbrugghe Abelardo Olivier Félix Vigeveno Knut Enell André Labatut |               | Orphile de Montigny Philippe Cattiau Roger Ducret Nedo Nadi André Labatut Oreste Puliti Ivan Osiier Aldo Nadi Georges Trombert Marcel Perrot Abelardo Olivier                               |               | 12.           |
| floret indywidualnie | Oreste Puliti | |         | Robert de Schepper Roger Ducret Thomas Wand-Tetley George Calnan Aage Berntsen                                                                                                  | W P W         | Nedo Nadi Robert de Schepper Lionel Bony de Castellane Roger Ducret Francis Honeycutt | P W           | Orphile de Montigny Philippe Cattiau Roger Ducret Nedo Nadi André Labatut Pietro Speciale Ivan Osiier Aldo Nadi Georges Trombert Marcel Perrot Abelardo Olivier                             |               | 7.            |
| floret indywidualnie | Tommaso Costantino | |         | Leonard Schoonmaker Orphile de Montigny Félix Vigeveno Edgar Seligman Antonín Mikala                                                                                            | W P W         | Charles Crahay Ivan Osiier Orphile de Montigny Georges Trombert Frederico Cesarano | W P W         | Nie awansował | Nie awansował | Nie awansował |
| floret drużynowo     | Tommaso Costantino Aldo Nadi Nedo Nadi Abelardo Olivier Oreste Puliti Pietro Speciale Rodolfo Terlizzi Baldo Baldi                 | |         | |               | Belgia · Dania · Wielka Brytania · Czechosłowacja | W             | Francja · Dania · Wielka Brytania · Stany Zjednoczone | W             | złoto         |
| szabla indywidualnie | Oreste Puliti | |         | Alexis Simonson Frederico Cesarano Adrianus de Jong Aage Berntsen Edwin Fullinwider Marc Perrodon Edward Startin                                                                |               | Robert Hennet Adrianus de Jong Frederico Cesarano Giulio Rusconi Herbert Huntingdon Aage Berntsen                                                                                              |               | Aldo Nadi Adrianus de Jong Nedo Nadi Jan van der Wiel Léon Tom Robert Hennet Robin Dalglish Henri Wijnoldy-Daniëls Frederico Cesarano Francesco Gargano Baldo Baldi                         |               | 4.            |
| szabla indywidualnie | Frederico Cesarano | |         | Oreste Puliti Alexis Simonson Adrianus de Jong Aage Berntsen Edwin Fullinwider Marc Perrodon Edward Startin                                                                     |               | Robert Hennet Adrianus de Jong Oreste Puliti Giulio Rusconi Herbert Huntingdon Aage Berntsen                                                                                                   |               | Aldo Nadi Adrianus de Jong Oreste Puliti Jan van der Wiel Léon Tom Robert Hennet Robin Dalglish Henri Wijnoldy-Daniëls Francesco Gargano Nedo Nadi Baldo Baldi                              |               | 10.           |
| szabla indywidualnie | Aldo Nadi | |         | John Dimond Robin Dalglish Félix Goblet d’Alviella Henri Wijnoldy-Daniëls Wouter Brouwer Ronald Campbell Vilém Tvrzský Georges Trombert                                         |               | Henri Wijnoldy-Daniëls Josef Javůrek Giorgio Santelli Francesco Gargano Cecil Kershaw Léon Tom                                                                                                 |               | Nedo Nadi Adrianus de Jong Oreste Puliti Jan van der Wiel Léon Tom Robert Hennet Robin Dalglish Henri Wijnoldy-Daniëls Frederico Cesarano Francesco Gargano Baldo Baldi                     |               | srebro        |
| szabla indywidualnie | Nedo Nadi | |         | Robert Feyerick Henri de Saint Germain Cecil Kershaw Baldo Baldi Josef Javůrek Clariborne Walker                                                                                |               | Joseph Parker Baldo Baldi Jan van der Wiel Robin Dalglish Robert Feyerick Félix Goblet d’Alviella                                                                                              |               | Aldo Nadi Adrianus de Jong Oreste Puliti Jan van der Wiel Léon Tom Robert Hennet Robin Dalglish Henri Wijnoldy-Daniëls Frederico Cesarano Francesco Gargano Baldo Baldi                     | W             | złoto         |
| szabla indywidualnie | Baldo Baldi | |         | Robert Feyerick Henri de Saint Germain Cecil Kershaw Nedo Nadi Josef Javůrek Clariborne Walker                                                                                  |               | Joseph Parker Nedo Nadi Jan van der Wiel Robin Dalglish Robert Feyerick Félix Goblet d’Alviella                                                                                                |               | Aldo Nadi Adrianus de Jong Oreste Puliti Jan van der Wiel Léon Tom Robert Hennet Robin Dalglish Henri Wijnoldy-Daniëls Frederico Cesarano Francesco Gargano Nedo Nadi                       |               | 12.           |
| szabla indywidualnie | Francesco Gargano | |         | Arthur Lyon Léon Tom Giulio Rusconi Joseph Parker Evangelos Skotidas Félix Vigeveno Zdeněk Vávra Jean Margraff Alfred Martin                                                    |               | Henri Wijnoldy-Daniëls Josef Javůrek Giorgio Santelli Aldo Nadi Cecil Kershaw Léon Tom |               | Aldo Nadi Adrianus de Jong Oreste Puliti Jan van der Wiel Léon Tom Robert Hennet Robin Dalglish Henri Wijnoldy-Daniëls Frederico Cesarano Nedo Nadi Baldo Baldi                             |               | 11.           |
| szabla indywidualnie | Giulio Rusconi | |         | Arthur Lyon Francesco Gargano Léon Tom Joseph Parker Evangelos Skotidas Félix Vigeveno Zdeněk Vávra Jean Margraff Alfred Martin                                                 |               | Robert Hennet Adrianus de Jong Frederico Cesarano Oreste Puliti Herbert Huntingdon Aage Berntsen                                                                                               |               | Nie awansował | Nie awansował | Nie awansował |
| szabla indywidualnie | Giorgio Santelli | |         | Jan van der Wiel Robert Hennet Roscoe Bowman Herbert Huntingdon Jean Servent Vasilios Zarkadis Frederick Cunningham Jaroslav Šourek                                             |               | Henri Wijnoldy-Daniëls Josef Javůrek Francesco Gargano Aldo Nadi Cecil Kershaw Léon Tom |               | Nie awansował | Nie awansował | Nie awansował |
| szabla drużynowo     | Nedo Nadi Aldo Nadi Oreste Puliti Baldo Baldi Francesco Gargano Giorgio Santelli Dino Urbani                                       | |         | |               | |               | Belgia · Francja · Holandia · Czechosłowacja · Stany Zjednoczone · Dania · Wielka Brytania                                                                                                  | W             | złoto         |

### Tenis ziemny
| Konkurencja | Zawodnik                             | 1 runda                                     | 2 runda                              | 3 runda                                         | Ćwierćfinały                                        | Półfinały          | Finał              | Miejsce            |
| Konkurencja | Zawodnik                             | Przeciwnik Wynik                            | Przeciwnik Wynik                     | Przeciwnik Wynik                                | Przeciwnik Wynik                                    | Przeciwnik Wynik   | Przeciwnik Wynik   | Miejsce            |
| ----------- | ------------------------------------ | ------------------------------------------- | ------------------------------------ | ----------------------------------------------- | --------------------------------------------------- | ------------------ | ------------------ | ------------------ |
| Singiel (m) | Mino Balbi                           |                                             | Eduardo Flaquer W 3:0 (6:2,6:4,6:1)  | Oswald Turnbull P 2:3 (6:3,3:6,0:6,8:6,2:6)     | Nie awansował                                       | Nie awansował      | Nie awansował      | 9.                 |
| Singiel (m) | Alberto Bonacossa                    | Carl Eric von Braun P 1:3 (6:4,1:6,5:7,2:6) | Nie awansował                        | Nie awansował                                   | Nie awansował                                       | Nie awansował      | Nie awansował      | 32.                |
| Singiel (m) | Cesare Colombo                       |                                             | Jack Nielsen W 3:0 (6:1,6:3,6:1)     | Gordon Lowe P 1:3 (4:6,0:6,6:2,5:7)             | Nie awansował                                       | Nie awansował      | Nie awansował      | 9.                 |
| debel (m)   | Mino Balbi di Robecco Cesare Colombo |                                             |                                      | Charles Simon Hanns Syz W 3:1 (6:3,7:5,3:6,6:4) | Oswald Turnbull Max Woosnam P 1:3 (2:6,8:6,1:6,3:6) | Nie awansowali     | Nie awansowali     | 5.                 |
| singiel (k) | Francesca Subarina                   |                                             | Winifred McNair P (Walkower)         | Nie sklasyfikowana                              | Nie sklasyfikowana                                  | Nie sklasyfikowana | Nie sklasyfikowana | Nie sklasyfikowana |
| singiel (k) | Rosetta Gagliardi                    |                                             | Margareta Lindberg W 1:0 (6:0,krecz) | Kathleen McKane P 1:2 (1:6,6:1,2:6)             | Nie awansowała                                      | Nie awansowała     | Nie awansowała     | 9.                 |
| singiel (k) | Giulia Ferelli                       |                                             |                                      | Fernande Arendt P (Walkower)                    | Nie sklasyfikowana                                  | Nie sklasyfikowana | Nie sklasyfikowana | Nie sklasyfikowana |
| mikst       | Rosetta Gagliardi Cesare Colombo     |                                             |                                      | Marie Storms Stéphane Halot P 0:2 (6:8,3:6)     | Nie awansowali                                      | Nie awansowali     | Nie awansowali     | 8.                 |

### Wioślarstwo
| Konkurencja          | Zawodnik                                        | Runda 1 | Runda 1 | Ćwierćfinał | Ćwierćfinał | Półfinał      | Półfinał      | Finał         | Finał         | Pozycja       |
| Konkurencja          | Zawodnik                                        | Czas    | M.      | Czas        | M.          | Czas          | M.            | Czas          | M.            | Pozycja       |
| -------------------- | ----------------------------------------------- | ------- | ------- | ----------- | ----------- | ------------- | ------------- | ------------- | ------------- | ------------- |
| Jedynka              | Nino Castelli                                   |         |         | 7:59,0      | 2.          | Nie awansował | Nie awansował | Nie awansował | Nie awansował | Nie awansował |
| Dwójka podwójna      | Erminio Dones Pietro Annoni                     |         |         |             |             | 7:25,4        | 1.            | 7:19,0        | 2.            | srebro        |
| dwójka ze sternikiem | Ercole Olgeni Giovanni Scatturin Guido De Filip |         |         |             |             | 8:10,0        | 1.            | 7:56,0        | 1.            | złoto         |

### Zapasy
| Konkurencja                   | Zawodnik           | 1/16 finału        | 1/8 finału          | Ćwierćfinał         | Półfinał         | Finał            | Miejsce       |
| Konkurencja                   | Zawodnik           | Przeciwnik Wynik   | Przeciwnik Wynik    | Przeciwnik Wynik    | Przeciwnik Wynik | Przeciwnik Wynik | Miejsce       |
| ----------------------------- | ------------------ | ------------------ | ------------------- | ------------------- | ---------------- | ---------------- | ------------- |
| styl klasyczny waga piórkowa  | Piero Vaglio       |                    | Sander Boumans p    | Nie awansował       | Nie awansował    | Nie awansował    | Nie awansował |
| styl klasyczny waga piórkowa  | Enrico Porro       |                    | Gottfrid Svensson W | Alexandre Boumans p | Nie awansował    | Nie awansował    | Nie awansował |
| styl klasyczny waga lekka     | Walter Ranghieri   | Oral Swigart p     | Nie awansował       | Nie awansował       | Nie awansował    | Nie awansował    | Nie awansował |
| styl klasyczny waga średnia   | Giuseppe Gorletti  |                    | Carl Fältström p    | Nie awansował       | Nie awansował    | Nie awansował    | Nie awansował |
| styl klasyczny waga średnia   | Carlo Corsanego    | Maurice Corbière W | Jan Balej p         | Nie awansował       | Nie awansował    | Nie awansował    | Nie awansował |
| styl klasyczny waga półciężka | Bruto Testoni      |                    | Jan Sint p          | Nie awansował       | Nie awansował    | Nie awansował    | Nie awansował |
| styl klasyczny waga półciężka | Battista Cardinale |                    | Émile Walhen p      | Nie awansował       | Nie awansował    | Nie awansował    | Nie awansował |
| styl klasyczny waga ciężka    | Giorgio Calz       | Jan Kraus W        | Harald Vassbotten p | Nie awansował       | Nie awansował    | Nie awansował    | Nie awansował |